# حفل توزيع جوائز الأكاديمية البريطانية للأفلام الخامس والستون
جوائز الأكاديمية البريطانية للأفلام 65بالإنجليزية (BAFTA) هو مهرجان سنمائي عقد في 12 فبراير عام 2012 في دار الأوبرا الملكية في لندن لتكريم أفضل الأفلام البريطانية والأجنبية من عام 2011 وكان مقدما الحفل هو الفنان ستيفن فراي الذي سبق له ان قدم الحفل من عام 2001 إلى 2006 وحصل فيلم الفنان على سبع جوائز من اصل 12 ترشيحا وحصلت الممثلة ميريل ستريب على جائزة أفضل ممثلة وتم تكريم مارتن سكورسيزي في الحفل.

## وصلات خارجية
- حفل توزيع جوائز الأكاديمية البريطانية للأفلام الخامس والستون على موقع IMDb (الإنجليزية)